# 石井洋一
石井 洋一（いしい よういち、1927年7月1日 - 2010年10月4日）は、日本の医学者。九州大学名誉教授。寄生虫の研究で知られる。

## 経歴
福岡県出身。1945年福岡県中学修猷館を経て、1950年九州大学医学部卒業。
実地修練ののち、九州大学医学部寄生虫学講座（宮崎一郎教授）に入局。1960年5月助教授を経て、1971年4月教授に就任。 1991年3月停年退官。
1976年「寄生嬬虫類の走査電子顕微鏡的研究」により、桂田賞受賞。
2010年4月瑞宝中綬章受章。
2010年10月4日癌性リンパ管症のため死去。